# Jorn Smits
Jorn Smits (Geleen, 3 september 1992) is een Nederlandse handballer die sinds januari 2021 bij TTH Holstebro speelt.

## Biografie
In eerste instantie beoefende Smits op 6-jarige leeftijd eerst voetbal, echter werd hij door zijn neef gevraagd om in de winterstop een handbaltraining te meedoen. Sindsdien ging hij handballen bij het Geleense V&L. Op 15-jarige leeftijd debuteerde Smits in het eerste team van V&L in de eredivisie. Enige tijd later speelde hij ook in het eerste team van Limburg Lions dat onder leiding stond van Aleksandr Rymanov. In 2011 vertrok hij naar de handbalschool van Skanderborg Håndbold in Denemarken. Hier deed Smits ook wedstrijdervaring op en debuteerde zelfs voor het nationaal team op 5 juni 2012 tegen België.
In 2012 keerde Smits terug naar Nederland om te spelen voor Volendam. Hij groeide uit tot aanvoerder van het team en werd een vaste waarde in het nationaal team. Gedurende de tijd dat Smits bij Volendam speelde werd er eenmaal het landskampioenschap, tweemaal de nationale beker en één keer de Nederlandse Supercup gewonnen door Volendam.
In 2016 verkaste Smits naar het Deense Randers HK en twee jaar later ging hij naar Duitsland om te spelen voor TV Emsdetten. In Duitsland kreeg Smits de laatste maanden weinig speeltijd en stond daarom open voor een terugkeer naar Nederland. Zodoende sloot hij zich in februari 2020 weer aan bij Volendam.
In januari 2021 keerde Smits weer terug naar Denemarken om samen met zijn broer te spelen voor TTH Holstebro.

## Privé
Zijn ouders, Gino Smits en Cecile Leenen, speelden op hoog niveau handbal. Zijn broer Kay Smits en zus Inger Smits spelen tevens op hoog niveau handbal.